# Andrews megye
Andrews megye az Amerikai Egyesült Államokban, azon belül Texas államban található. Megyeszékhelye és legnagyobb városa Andrews. Lakosainak száma 18 610 fő (2020. április 1.). Andrews megye Gaines, Martin, Midland, Ector, Winkler és Lea megyékkel határos.

## Népesség
A megye népességének változása:
| Lakosok száma | 14 835 | 15 397 | 16 137 | 16 799 | 18 105 | 18 610 |
|               | 2010   | 2011   | 2012   | 2013   | 2015   | 2020   |